# Diane de Poitiers
Diane de Poitiers (Saint-Vallier, 1499. szeptember 3. – Anet, 1566. április 25.) híres francia kurtizán, Saint-Vallier grófkisasszonya, Étampes hercegnője, Valentinois hercegnéje, II. Henrik francia király egyik szeretője. Hírnevét szépségével és a királyra gyakorolt befolyásával szerezte.

## Fiatalkora és házassága
Születési helye bizonytalan. Egyes történészek szerint Franciaország Vienne megyéjében, mások szerint Saint-Vallier-ban, a faluval azonos nevű kastélyban született, Jean de Poitiers-nek, Saint Vallier földesurának, Estoile vikomtjának († 1539) és Jeanne de Batarnay-nak legidősebb leányaként.
1515. április 16-án, 15 éves korában Párizsban, az Hôtel des Bourbons-ban feleségül ment Louis de Brézéhez, Maulévrier grófjához, Normandia kegyurához (grand-sénéchal de Normandie), VII. Károly francia király unokájához (grand-veneur de France), aki I. Ferenc udvarában szolgált. A házasság révén a hölgy elnyerte a Valentinois hercegnéje címet. Két leányuk született:
- Françoise de Brézé (1518. január – 1574), Maulévrier grófkisasszonya, Mauny és Sérignan bárónője, aki Braine-ben, a Saint-Yved apátságban van eltemetve. A leány 1538. január 19-én a párizsi Louvre palotakápolnájában feleségül ment Robert de la Marckhoz, Bouillon hercegéhez, Braine és Maulévrier grófjához, akit Florenges urának is neveztek. Róbert herceg, Françoise férje 1558-ban mérgezés következtében halt meg.
- Louise de Brézé (1521–1577. január).

Louis de Brézé 1531. július 23-án halt meg Anet-ben, így Diane 31 évesen özvegységre jutott.

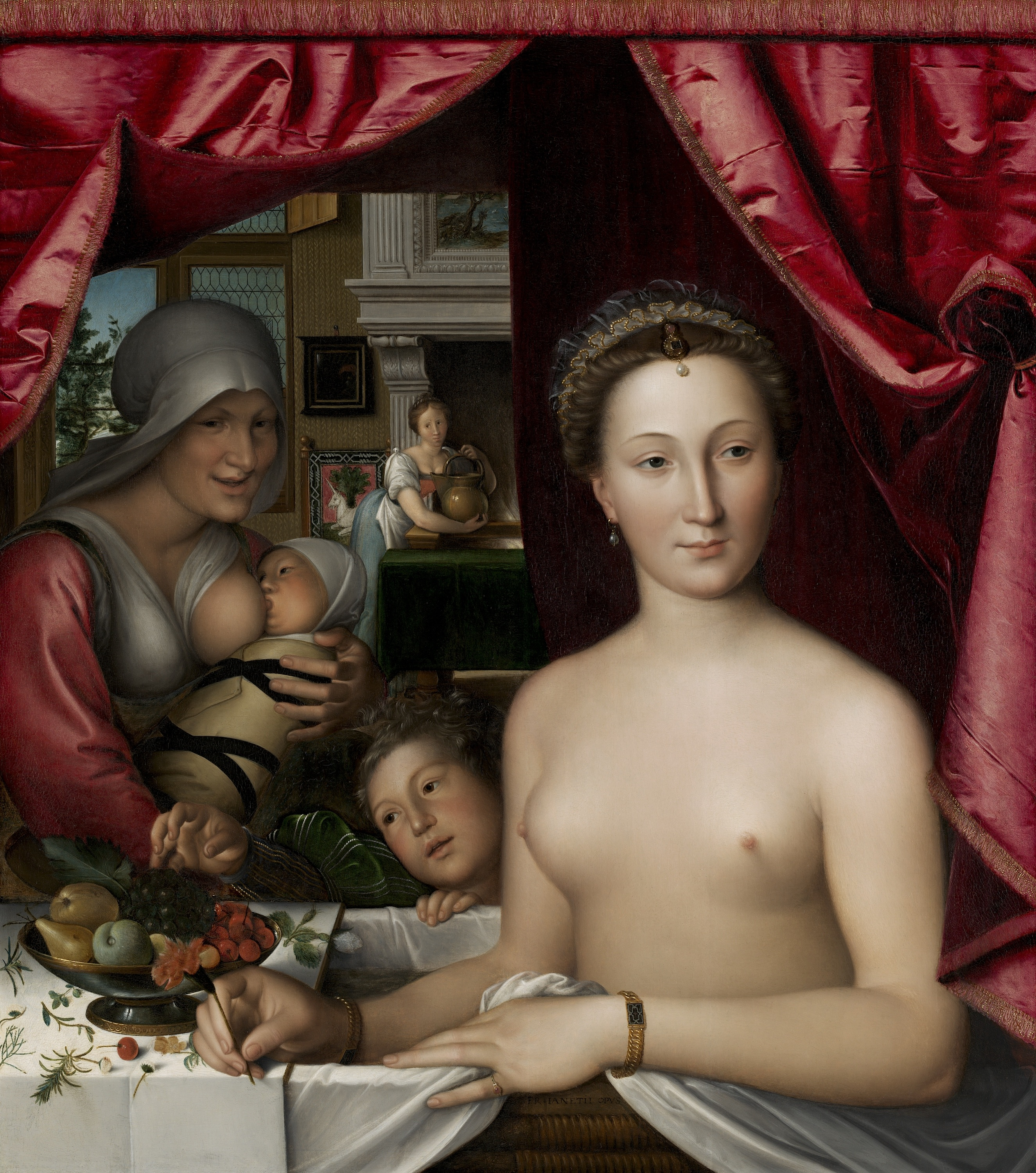
François Clouet Hölgy a fürdőben festménye vagy Diane de Poitiers-t, vagy I. Mária skót királynőt ábrázolja

## Királyi kegyencnőként
Az özvegy Diane visszatért az udvarba. Néhány évvel férje halála után (1534 körül) szeretője lett a trónörökösnek, Henrik Orléans-i hercegnek, I. Ferenc király fiának, a későbbi II. Henrik királynak.
Bár Henrik – uralkodói kötelezettségeit megtartva – Medici Katalint vette feleségül, Diane de Poitiers egész életében mellette maradt, és a következő 25 évben nagy befolyást tudott gyakorolni a nála 20 évvel fiatalabb trónörökös, majd király életére. A hatalomban eleinte osztoznia kellett Anne de Pisseleu-vel, d’Étampes hercegnéjával, I. Ferenc király szeretőjével. Az udvar két pártra szakadt, a két, egymást kölcsönösen gyűlölő kegyencnő rivalizálása több botrányos esetet robbantott ki.
1547-ben, mihelyt II. Henrik francia királyként trónra lépett, Diane azonnal érvényesítette befolyását, és kíméletlenül elűzte az udvartól d’Étampes hercegnét. Teljhatalmat szerzett, maga Katalin királyné is kénytelen volt eltűrni a kegyencnő felemelkedését. A király 1548-ban Valentinois hercegnőjének rangjára emelte Diane-t, aki fényes udvartartást szervezett maga köré. Az uralkodó az ő számára építtette a Loire mentén Chenonceau kastélyát, a korszak egyik legszebb építészeti alkotását. Meggyőződéses római katolikusként Diane a protestánsok erős elnyomására ösztökélte szeretőjét, a királyt. 1553-ban Diane megszerezte bukott vetélytársnőjének rangját és birtokát is, amikor a király őt magát emelte d’Étampes hercegnőjének méltóságába. 

Diane de Poitiers címere, három egybefont holdsarló

A rangos családból származó, intelligens, művelt és szenvedélyes asszony komoly tekintélyt és hatalmat szerzett magának. A király mellett nagy politikai jártasságot szerzett, számos hivatalos levelet együtt írtak, olykor közösen írták alá, Henri/Diana-ként. Ő volt „az agy a trón mögött”. Szintén ő irányította a királyi gyermekek taníttatását. Hihetetlenül magabiztosan viselkedett, Henrik iránt tanúsított lojalitásával a király egyik legmegbízhatóbb szövetségesévé tette magát. Az udvarban olyan jelentős pozíciót élvezett, hogy amikor II. Pál pápa az arany rózsát elküldte ajándékba az új királynőnek, nem feledkezett meg róla sem, ő egy igazgyöngyökkel kirakott nyakláncot kapott.
A források szerint gyönyörű asszony volt, aki meg tudta őrizni szép alakját, fiatalos külsejét még hetvenévesen is, amit festményeken is megörökítettek. A nagy francia festőnek, François Clouet-nak csak két aláírt képét ismerjük. A Hölgy a fürdőben című festménye talán Diane-t ábrázolja. Ez a kép ülve, mezítelenül ábrázolja fürdőszobájában. A kor egy másik képén is látható. Sok képen fedetlen felsőtesttel ábrázolják, de vannak olyan képei is, amik hagyományos pózokban ábrázolják.     Minden kép mozgékony, vonzó nőt ábrázol.

## Bukása a király halála után
1559 nyarán Henrik király leánya, Erzsébet hercegnő feleségül ment II. Fülöp spanyol királyhoz. Az esküvő alkalmából Henrik június 30-án lovagi tornát rendezett Párizsban, melyen maga is részt vett. Egy lándzsatörés során a szemén súlyosan megsebesült, és 1559. július 10-én szörnyű szenvedések után meghalt.
A király sebesülése és halála nyomán a kegyencnő, Diane hercegné hatalmas befolyása semmivé foszlott. Medici Katalin mint Franciaország régense, hatalmát felhasználva megtiltotta Diane-nak, hogy meglátogassa a haldokló Henriket, s a király temetésére sem hívták meg. Azután Katalin királyné rákényszerítette Diane-t, hogy mondjon le kedvelt (és pompás fekvésű) kastélyáról, Chenonceau-ról, cserébe Katalin kastélyáért, a Loire-parti Chaumont-ért. Diane innen családi hűbérbirtokára, Anet-be vonult vissza. Élete hátralévő részét ott töltötte, kényelemben, de teljes mellőzöttségben. 1566-ban halt meg, lovasbaleset következtében.
Utolsó kívánsága szerint leánya befejeztette az anet-i kastély mellé épített temetkezési kápolnát, hogy emléket állítson anyjának. 1795-ben a francia forradalom idején feltörték sírját, az ólomkoporsót elvitték, a csontokat kiszórták. A falu néhány asszonya temette el a csupasz földbe a maradványokat. 2008-ban régészeti ásatások folytak Anet temetőjében, és egy közös sírba temetett csontokat kezdtek vizsgálni. A régészek egy törést szenvedett lábszárcsontotra lettek figyelmesek. Diana halála előtt egy évvel lovasbalesetet szenvedett, és eltört a lábszárcsontja. A vizsgálatok során kiderült, hogy a csontban nagyon magas volt az arany koncentrációja. Az aneti kastélyban megmaradt egy amulett-tok Diana hajtincsével. A hajszálakat toxikológiai vizsgálatnak vetették alá, és magas aranykoncentrációt állapítottak meg. Akkoriban a reumatoid artritiszt is kezelték folyadékba kevert aranyporral, illetve a fiatalság megőrzése reményében is itták naponta az elixírt. Diana lassan megmérgezte szervezetét: hajszálai elvékonyodtak, és csontjai törékennyé váltak. Az eredeti hajtincs és a lábszárcsont DNS-e segítségével tudták azonosítani Diana földi maradványait. 2010. május 29-én temették újra az ő és két gyermekének földi maradványait az anet-imkastély kápolnájában.

## Utóélete
- Levelezését 1866-ban, halálának 300. évfordulóján Georges Guiffrey kiadta.
- Az 1956-ban forgatott Diane c. filmben Lana Turner személyesítette meg.